# Lignières (Cher)
 Lignières  es una población y comuna francesa, situada en la Región de Centro-Valle de Loira, departamento de Cher, en el distrito de Saint-Amand-Montrond y cantón de Châteaumeillant.

## Demografía
| 1814 | 1831 | 1887 | 1829 | 1650 | 1588 |
| Para los censos de 1962 a 1999 la población legal corresponde a la población sin duplicidades (Fuente: INSEE [Consultar]) |      |      |      |      |      |